# Xysticus cristatus
Espèce
Synonymes
- Araneus cristatus Clerck, 1757
- Aranea viatica Linnaeus, 1758
- Aranea nasuta Martini & Goeze, 1778
- Aranea fasciata Fourcroy, 1785
- Aranea horticola Olivier, 1789
- Aranea liturata Fabricius, 1793
- Aranea subreptans Strack, 1810
- Thomisus cristatus obscura Lebert, 1877
- Xysticus augur Strand, 1900
- Xysticus sexangulatus Strand, 1900

Xysticus cristatus est une espèce d'araignées aranéomorphes de la famille des Thomisidae.

## Distribution
Cette espèce se rencontre en Europe, en Turquie, en Iran, en Asie centrale, en Russie jusqu'en Sibérie du Sud, en Chine, au Japon, en Corée du Sud et au Népal.
Elle a été introduite aux États-Unis et au Canada.

## Habitat
Xysticus cristatus se trouve généralement dans la végétation basse, souvent au sol. Il ne tolère pas l'ombre et évite les forêts et les habitats à canopée fermée, mais à cette exception on le trouve dans presque tous les types d'habitats.

## Description
Les mâles mesurent de 3,5 à 5,1 mm et les femelles de 4,7 à 8 mm
La femelle adulte atteint une longueur de 8 mm et le mâle de seulement 5 mm. Leur couleur varie du crème clair et brun foncé au grisâtre, avec un triangle foncé sur la carapace qui se termine en pointe nette et définie. L'abdomen a une large bande médiane bordée de deux rangées plus foncées de marques triangulaires qui s'étendent jusqu'aux deux tiers environ de la longueur de la carapace à partir de la rangée postérieure des yeux. Cette coloration cryptique est utilisée pour se fondre dans son environnement normal de feuilles sèches.

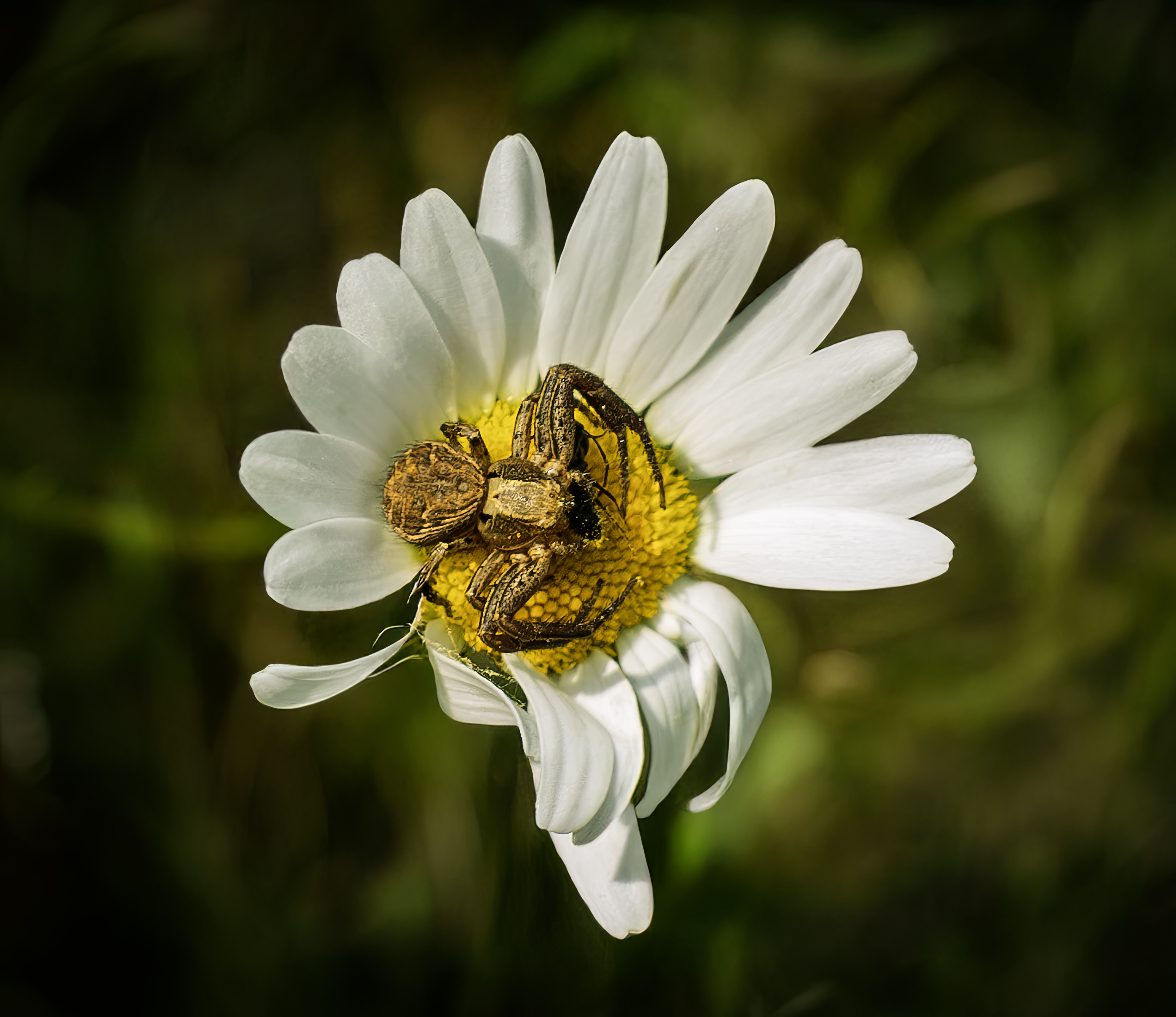
X. cristatus mâle avec une proie, sur une Marguerite commune qui lui sert de nid.
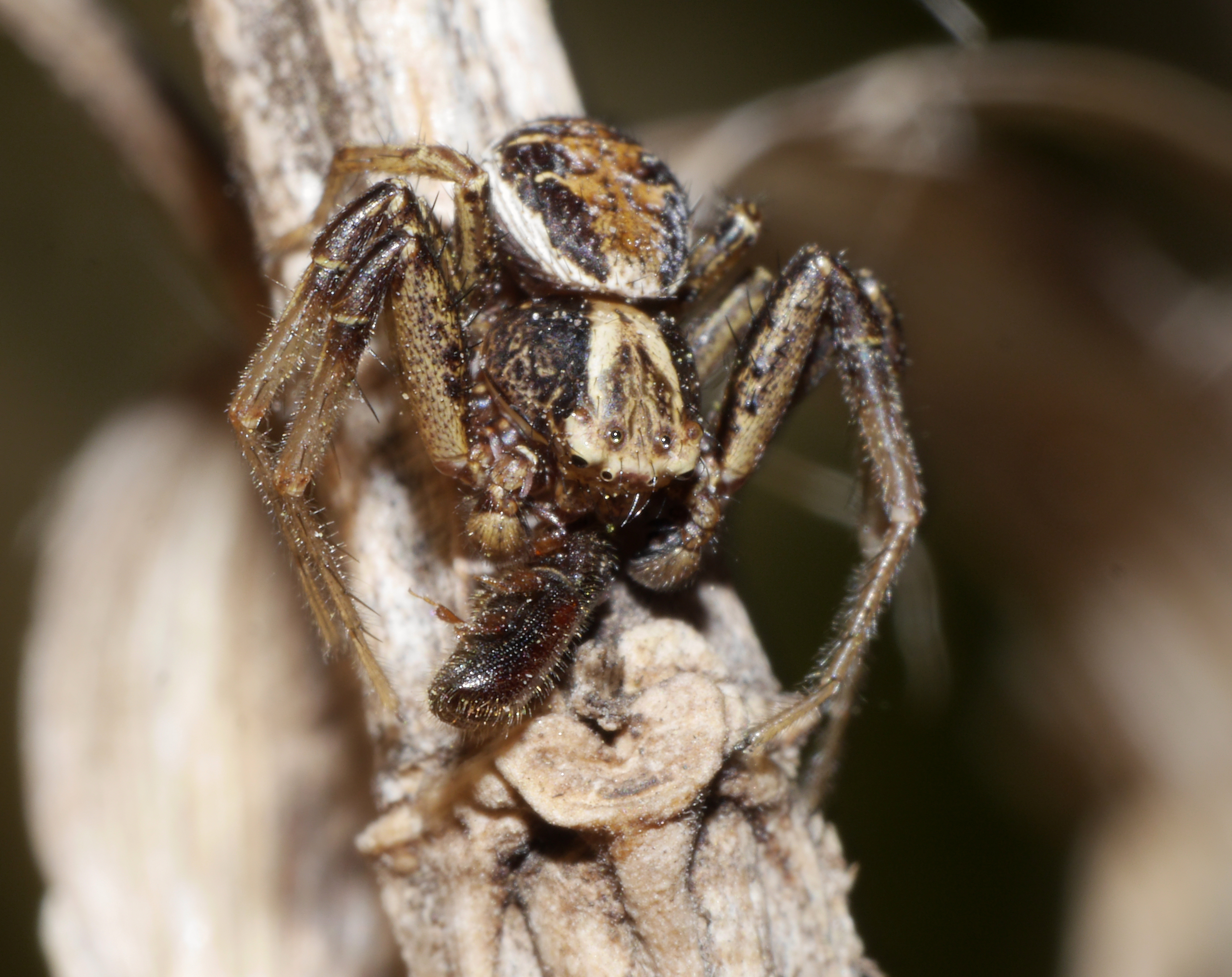
X. cristatus mâle avec une proie.
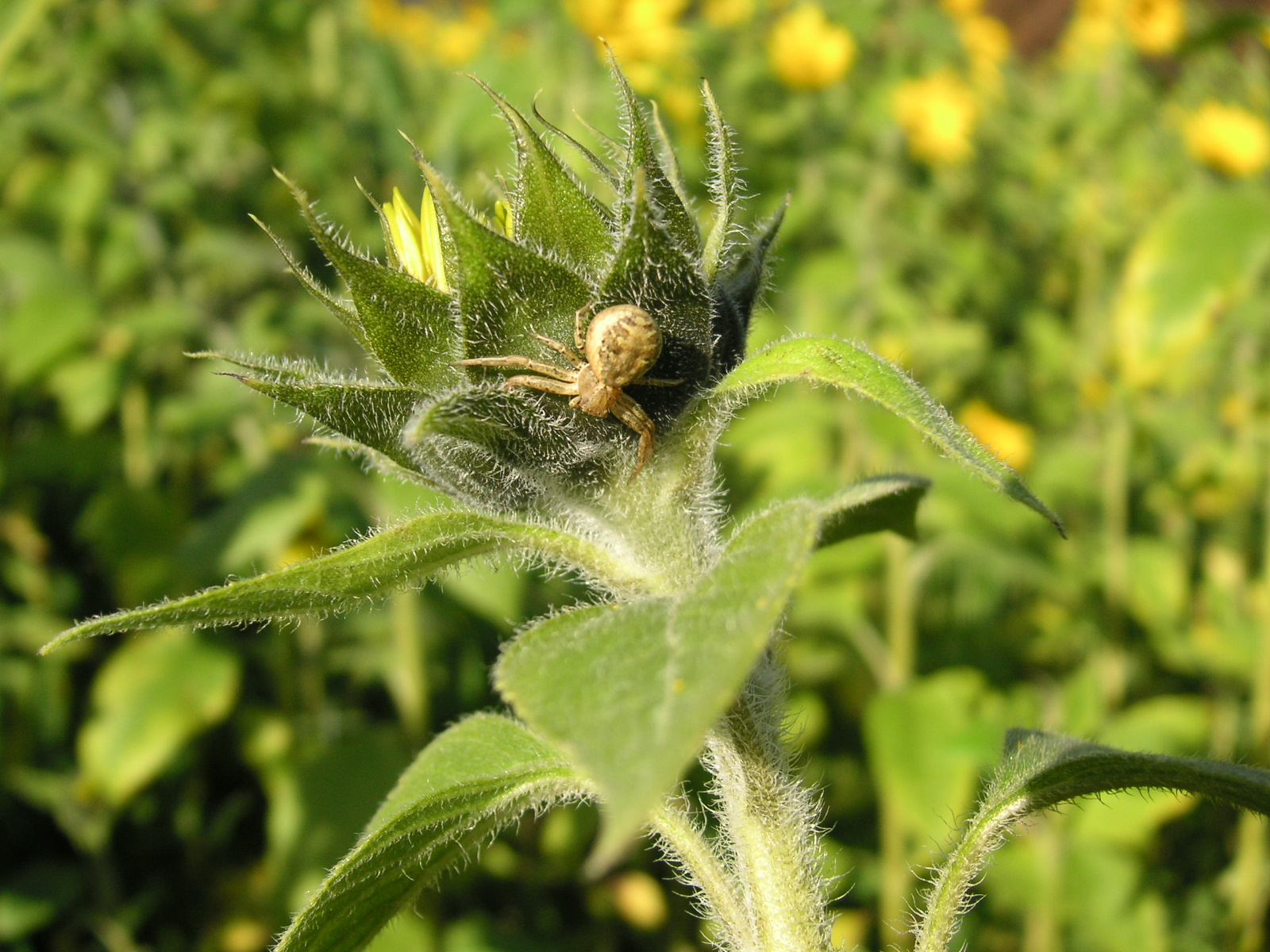
Un spécimen à l'affût des butineurs sur un tournesol.

## Biologie
Xysticus cristatus est un chasseur à l'affût qui passe beaucoup de temps assis immobile, les pattes antérieures largement écartées, attendant que les insectes s'y aventurent. Dans l'herbe, il adopte une position de chasse variable soit au sommet de la végétation, par exemple sur les capitules des fleurs, où il capture des insectes volants, soit à la surface du sol, où sa nourriture se compose généralement de fourmis, d'araignées et d'autres proies à corps mou. Il prend souvent des proies beaucoup plus grosses que lui. En Grande-Bretagne, des adultes actifs ont été enregistrés de février à décembre, avec un pic d'activité des mâles en mai et juin.
Pour s'accoupler, le mâle saisit l'une des pattes de la femelle, la tenant jusqu'à ce qu'elle cesse de se débattre, il utilise ensuite de la soie pour l'immobiliser au sol, puis il se glisse sous elle et s'accouple.
En Grande-Bretagne, Xysticus cristatus a été observé comme proie de la guêpe Dipogon bifasciatus (en) (famille des Pompilidae).

## Systématique et taxinomie
Cette espèce a été décrite sous le protonyme Araneus cristatus par le naturaliste suédois Carl Alexander Clerck (1710-1765) en 1757. Elle est placée dans le genre Thomisus par Sundevall en 1833 puis dans le genre Xysticus par Thorell en 1872.
Xysticus augur et Xysticus sexangulatus ont été placées en synonymie par Tambs-Lyche en 1942.

## Publication originale
- Clerck, 1757 : Svenska spindlar, uti sina hufvud-slågter indelte samt under några och sextio särskildte arter beskrefne och med illuminerade figurer uplyste. Stockholmiae, p. 1-154.